# Amanita veldiei
Amanita veldiei ist ein Ständerpilz aus der Familie der Wulstlingsverwandten (Amanitaceae), der in Afrika vorkommt. 

## Merkmale

### Makroskopische Merkmale
Amanita veldiei bildet relativ kleine Fruchtkörper mit einem Hut von vier bis sechs Zentimeter Durchmesser. Er ist leicht gewölbt bis flach, weiß, glänzend und mit dicken weißlichen Warzen in der Hutmitte, die gegen den Rand zu spinnwebartigen Fasern werden. Der Hutrand überragt die Lamellen und besitzt Anhängsel.  Der weiße Stiel ist  oberhalb des Rings glatt, unterhalbhingegen mit flockige, faserigen Warzen bedeckt, besonders an der Basis. Er wird 12,5 bis 13 cm groß und ist an der Spitze 0,6 bis 1,1 cm dick. Die Stielbasis ist knollig oder keulig verdickt und bis zu 2,2 cm dick. Der Ring ist häutig, ausgebreitet und ausdauernd. Die Lamellen sind schmutzig cremefarben und deutlich geschwollen. Der Pilz ist geruchlos.

### Mikroskopische Merkmale
Die Hutwarzen bestehen aus aufgerichteten Ketten aus tonnen oder spindelförmigen, dünnwandigen Hyphen, die bis zu 52 µm breit sind und keine Schnallen besitzen. Cheilozystiden fehlen. Die Basidien sind 44 bis 45 µm lang und 11 bis 15 µm breit, dünnwandig, durchscheinend, keulig und besitzen immer vier Sporen. Eine basale Schnalle ist nicht vorhanden. Die mehr oder weniger zylindrischen Sporen messen 12 bis 15 µm in der Länge und 7 bis 8 µm in der Breite. Sie sind dünnwandig, durchscheinend und amyloid.

## Verbreitung, Ökologie und Phänologie
Amanita veldiei ist nur in Südafrika aus den Provinzen Gauteng und KwaZulu-Natal bekannt. Er wächst unter Eichen, zum Beispiel an der Sumpf-Eiche (Quercus palustris).

## Systematik und Taxonomie
Amanita veldiei wurde 1991 von den Mykologen Derek A. Reid und Albert Eicker erstbeschrieben, die Erstbeschreibung war aber formell ungültig, da der Holotypus bei der Erstbeschreinung nicht angegeben worden war, und wurde daher 2016 von Scott Alan Redhead daher formell nachgeholt. Der Holotypus wurde in Bapsfontein in der Nähe von Pretoria gefunden. Die Art gehört zur Gattung der Wulstlinge (Amanita) in der Untergattung Lepidella, Sektion Lepidella und Untersektion Vittadini.